# 松本たま
松本 たま（まつもと たま、1917年 - ）は、日本の翻訳家。
東京出身。1938年津田英学塾卒、1954年上智大学大学院西洋文化修士課程修了。1948-83年上智大学に勤務し、季刊誌『ソフィア』の編修に当たる。1991年『通辞ロドリゲス』で日本翻訳出版文化賞、ヨゼフ・ロゲンドルフ賞受賞。

## 翻訳書
- カルディナル・ニューマン『十字架の道行』中央出版社 1946年
- カルディナル・ニューマン『聖母の月』中央出版社 1946年
- シスター・アグネス『神と人人に奉仕して 福者マダレナ・カノッサの生涯』ドン・ボスコ社 1967年
- アルフォンス・デーケン『第三の人生 あなたも老人になる』南窓社 1982年
- ヤニナ・ダヴィド『ゲットーの四角い空 戦時下ポーランドの少女時代』未来社 1985年
- ヤニナ・ダヴィド『自由の小さな大地 続・戦時下ポーランドの少女時代』未来社 1985年
- マザー・ジョゼフ・ブラン『聖ジュリー・ビリヤートの生涯』南窓社 1987年
- アントニア・フレイザー『スコットランド女王メアリ』中央公論社 1988年、中公文庫（上下） 1995年
- ピーター・ミルワード『聖マリアの福音』中央出版社 1989年
- アリス・レディー・ラヴェト『マリ・ウージェニの生涯 聖母被昇天修道会創立者』南窓社 1989年
- マイケル・クーパー『通辞ロドリゲス 南蛮の冒険者と大航海時代の日本・中国』原書房 1991年
- ピーター・ミルワード『ザビエルの見た日本』講談社学術文庫 1998年